# Cheilanthes leachii
Cheilanthes leachii är en kantbräkenväxtart som först beskrevs av och som fick sitt nu gällande namn av Ted Schelpe.
Cheilanthes leachii ingår i släktet Cheilanthes och familjen Pteridaceae. Inga underarter finns listade i Catalogue of Life.